# كونستانس ميريت
كونستانس ميريت (بالإنجليزية: Constance Merritt)‏ هي كاتِبة وشاعرة أمريكية، ولدت في 1966.